# 石打漁
石打漁（いしうちりょう）とは、水中の大石に別の石を強くぶつけることで発生する音響、震動によって水中の魚を麻痺、気絶、あるいは仮死状態にさせたり死亡させることで浮いてくる魚を拾い集める漁法。ハンマーで川底の石を強打する手法もある。ガチンコ漁、ガッチン漁と呼ぶこともある。
原始漁法の1つとして古くから世界各地で行われていた。その場に棲息する魚類を根絶する可能性も高い。
日本においては、多くの河川で石打漁は禁止されている。
タヒチ島などでは、水中の石を叩くのではなく、石で水面を叩くことで魚を驚かせて浅瀬に追い込み、魚を採る伝統的漁法を石打漁と呼ぶこともある。